# 伊勢市立四郷小学校
伊勢市立四郷小学校（いせしりつしごうしょうがっこう）は、三重県伊勢市楠部町にある公立小学校。

## 沿革
- 1874年（明治7年） - 楠部学校（くすべ―）創立[1]。
- 1875年（明治8年） - 中村学校創立[1]。
- 1875年（明治8年） - 鹿海学校（かのみ―）創立[1]。
- 1875年（明治8年） - 朝熊学校（あさま―）創立[1]。
- 1880年（明治13年）12月 - 教育令により、初等（3年）、中等（3年）、上等（2年）。初等は義務教育とする[1]。
- 1882年（明治15年）7月 - 楠部小学校を新築し、ユウ盛小学校（ゆうせい―、ユウは言べんに盾）と改称。この年、中村学校がユウ盛小学校に合併[1]。
- 1883年（明治16年）5月 - 朝熊小学校を新築[1]。
- 1885年（明治18年） - 鹿海学校がユウ盛小学校に合併[1]。
- 1887年（明治20年） - ユウ盛尋常小学校と改称。この年、朝熊小学校を廃校とし、ユウ盛尋常小学校に合併。学区は北中村、楠部、一宇田、鹿海、朝熊の五ヶ村となる。尋常科4年、温習科1年を設置[1]。
- 1892年（明治25年）4月 - 小学校令第26条第2項により、四郷村に2校を設置。ユウ盛尋常小学校は4年、朝熊尋常小学校は3年。4年生は本校へ通う[1]。
- 1893年（明治26年）3月 - 補習科を設置[1]。
- 1897年（明治30年）4月 - 補習科を1ヶ年に改める[1]。
- 1900年（明治33年）8月 - 尋常小学校4年制義務教育確立。授業科が廃止[1]。
- 1902年（明治35年）3月 - 度会郡立高等小学校組合の解散により、高等科を併置[1]。
- 1907年（明治40年）3月 - 小学校令改正、義務年限を6ヶ年に延長[1]。
- 1908年（明治41年）4月 - ユウ盛尋常小学校に朝熊尋常小学校を併合、2ヶ年の高等科を併置し、四郷尋常高等小学校が設立。朝熊尋常小学校は分教場となる[1]。
- 1909年（明治42年）9月 - 現在地に校舎を新築[1]。
- 1924年（大正13年） - 農業補習学校を併置、女子部も設置[1]。
- 1925年（大正14年）9月 - 2教室増築[1]。
- 1926年（大正15年）7月 - 青年訓練所を併置[1]。
- 1941年（昭和16年）7月 - 国民学校令の施行に伴い、四郷村国民学校と改称。校地拡張[1]。
- 1947年（昭和22年）4月 - 学校教育法の施行に伴い、四郷村立四郷小学校と改称。
- 1947年（昭和22年）5月 - 四郷村立四郷中学校を併置[1]。
- 1949年（昭和24年）4月 - 四郷中学校、独立校舎に移転[1]。
- 1954年（昭和29年）6月 - 講堂落成式[1]。
- 1955年（昭和30年）1月1日 - 四郷村の伊勢市編入に伴い、伊勢市立四郷小学校と改称。
- 1955年（昭和30年）4月 - 特殊学級正式認可[1]。
- 1956年（昭和31年）5月 - 校舎改築第1期工事竣工[1]。
- 1957年（昭和32年）5月 - 校舎改築第2期工事竣工[1]。
- 1958年（昭和33年）3月 - 朝熊分校廃止[1]。
- 1958年（昭和33年）4月 - 校舎改築第3期工事竣工[1]。
- 1958年（昭和33年）5月 - 特殊学級教室完成[1]。
- 1959年（昭和34年）4月 - 運動場拡張工事完了[1]。
- 1959年（昭和34年）4月 - 伊勢湾台風により3棟倒壊[1]。
- 1960年（昭和35年）3月 - 校舎改築第4期工事竣工[1]。
- 1961年（昭和36年）3月 - 災害復旧鉄筋校舎完成、3階建て6教室[1]。
- 1967年（昭和42年）2月 - 新校歌を制定[1]。
- 1967年（昭和42年）7月 - 7月1日を創立記念日とする[1]。
- 1981年（昭和56年）11月4日 - 新校舎完工式[1]。
- 1983年（昭和58年）3月1日 - 屋内運動場（体育館）完工式[1]。
- 1987年（昭和62年）3月27日 - プール完工式[1]。
- 2005年（平成17年）4月1日 - 3学期制から2学期制へ移行。
- 2009年（平成21年）3月30日 - 学校敷地内に四郷地区コミュニティセンター（伊勢市役所四郷支所など）を新築[2]。

## 周辺
- 伊勢市立四郷幼稚園
- 神宮神田
- 大土御祖神社・宇治乃奴鬼神社
- 国津御祖神社・葦立弖神社
- JA伊勢 伊勢支店
- イオン伊勢店

## 学校区
以下は平成17年11月1日 教育委員会規則第15号「伊勢市立の小学校及び中学校の就学すべき学校の指定に関する規則による。
- 中村町（一部を除く）
- 楠部町（一部を除く）
- 一宇田町
- 朝熊町
- 鹿海町（一部を除く）

## 交通アクセス
- 近鉄鳥羽線五十鈴川駅から西へ約1.1km、徒歩約13分
- 三重交通バス「イオン伊勢店」停留所より西へ約1km、徒歩約12分
- 伊勢市コミュニティバス（おかげバス）鹿海・朝熊ルート「四郷小学校前」停留所下車
- 伊勢自動車道 伊勢インターチェンジより南西へ約1.2km

## 著名な卒業生
- 橋本平八 - 彫刻家、1912年（明治45年）3月に四郷尋常高等小学校の高等科を卒業[1]。